# 600.
◄ | 5. stoljeće | 6. stoljeće | 7. stoljeće | ►
◄ | 570-ih | 580-ih | 590-ih | 600-ih | 610-ih | 620-ih | 630-ih | ►
◄◄ | ◄ | 597. | 598. | 599. | 600. | 601. | 602. | 603. | ► | ►►
Astronomija • Književnost • Kršćanstvo • Pravo • Promet

## Događaji
- Astečki grad Teotihuacán u današnjem središnjem Meksiku ulazi u period političke nestabilnosti, vjerojatno uzrokovan iscrpljivanjem prirodnih resursa, a koji će oko 700. dovesti do kolapsa (koji se ponekad pripisuje Toltecima).

## Vanjske poveznice
|  | Zajednički poslužitelj ima još gradiva o temi 600. |